# 폴리염화비닐리덴
폴리염화비닐리덴(Polyvinylidene chloride, poly鹽化vinyl－)은 열가소성 플라스틱의 하나로 수정처럼 투명하고 질기다. 육류를 비롯한 식품 포장에 사용한다.

## 역사
랄프 와일리(Ralph Wiley)는 1933년 우연히 폴리염화비닐리덴을 발견하였다.

## 폴리염화비닐리덴 섬유
염화비닐리덴(H2C=CCl2)의 첨가 중합체인데 일반적으로 소량의 염화비닐을 가하여 혼성 중합한 것을 이용한다. 방충망, 시트 등으로 쓰인다.

## 같이 보기
- 폴리염화비닐 (PVC)
- 플라스틱